# Teru
Teruhiko Kobashi (小橋 照彦), mais conhecido como Teru (Hakodate, 8 de junho de 1971), é um cantor japonês, vocalista da banda GLAY. Além de cantar, esporadicamente toca violão e gaita. Apresenta o programa de rádio "Teru me Night GLAY" na bay FM.

## Biografia
Teru fundou o GLAY junto com Takuro e Hisashi, colegas de ensino médio. Teru começou no GLAY como baterista, mas tornou-se o vocalista depois que Takuro ouviu sua voz em uma gravação e gostou do resultado. Sua voz é considerada uma das mais inconfundíveis do cenário pop/rock japonês, por seu timbre rouco e sua maneira passional de interpretar.
Em concertos, Teru é carismático e procura envolver o público com sua performance, que inclui eventualmente movimentos de dança"parapara" (tipo de dança coreografada com as mãos popular no Japão) ou voar em um helicóptero no meio de uma apresentação (Expo 2004) e organizar uma "ola" com o público.
Além de cantar, Teru faz alguns trabalhos como designer. Fez vários designs para produtos do GLAY, para campanhas ambientais e também para os produtos da grife "Candy Stripper", que pertence a um amigo. Teru também emprestou sua voz para narrar o longa-metragem de animação "Highway Jenny". O timbre rouco do cantor se encaixa adequadamente à atmosfera soturna do desenho.
Junto com Takuro, Teru é muito envolvido em causas sociais. Está ou esteve envolvido em várias campanhas, como o Red Ribbon (contra a Aids), o White Band (contra a fome), o Zero Landmine (campanha contra as minas terrestres, idealizada por Ryuichi Sakamoto, da qual participaram vários artistas internacionais), entre outros. Em 2008, Teru estrelou um vídeo de uma campanha contra a Aids, para encorajar o público a fazer teste de HIV, no qual ele mesmo aparece realizando o teste. Ele participa do " RED RIBBON LIVE", um evento realizado anualmente pela organização contra a Aids 'RED RIBBON LINK PROJECT' desde 2005.
Em 2005, formou a banda "Rally" com seu companheiro de banda do Glay, o guitarrista Hisashi, e membros das bandas The Mad Capsule Market e Thee Michelle Gun Elephant, especialmente para participar de um álbum tributo à banda japonesa Buck-Tick. Em 2007, o Rally reuniu-se novamente para tocar no "Buck-Tick fes".
Em 2017, participou do álbum solo de Sugizo, Oneness M, na faixa "Meguri Aerunara" (巡り逢えるなら)".

## Vida pessoal
Teru é pai de três filhos, um menino e uma menina nascida em 1997 de um casamento anterior, e uma menina com sua atual esposa, Ami Onuki, do Puffy AmiYumi.

## Discografia

### Músicas e letras compostas por Teru
- ACID HEAD (do single "Zutto futari de…" - letra em parceria com Takuro; música de Takuro)
- Hello my life (do single "Winter, again" - letra em parceria com Takuro; música de Takuro)
- Shuumatsu no Baby Talk (do álbum "BEAT out!" - música e letra)
- Little Lovebirds (do single "Yuuwaku" - música e letra)
- Rock Icon (do single "Mermaid" - letra em parceria com Takuro; música de Takuro)
- Super Ball 425 (do single "STAY TUNED" - letra; música de Takuro)
- BACK UP (do single "STAY TUNED" - música e letra)
- BLAST (do álbum "THE FRUSTRATED" - música e letra)
- I Will~ (do álbum "LOVE IS BEAUTIFUL" - música e letra)

### Participações especiais em trabalhos de outros artistas
- "Zero Landmine", com vários outros cantores participantes do projeto "No More Landmine".
- "Fuyuu no Etorage" de Misia (álbum "Singer for Singer").
- "Love Clover", da cantora Miho Nakayama.
- "Ango", de Yukinojo Mori (álbum "Poetic Evolution").
- "Migratory Bird" da banda taiwanesa Mayday.
- "Say Something" de Kyosuke Himuro (álbum "In The Mood").
- "umare kuru kodomotachino tameni", com Kazumaza Oda e Miliya Kato.
- "Still Love", do rapper japonês MCU.
- "Meguri Aerunara (巡り逢えるなら)", de Sugizo (álbum Oneness M)